# غیرقابل تصور (فیلم ۲۰۰۸)
غیرقابل تصور (به انگلیسی: Inconceivable) یک فیلم درام و طنز محصول سال ۲۰۰۸ درباره صنعت کودک لوله آزمایش است. این فیلم توسط مری مک‌گاکیان نوشته و کارگردانی شده است.

## داستان
دکتر فریمن یک کلینیک فناوری تولید مثل را در لاس وگاس ولی اداره می کند. هشت از نه زن تلقیح می‌شوند و باردار می شوند ، به جز سالومه (تیلی).
پس از تولد نوزادان ، روزنامه نگاری در تحقیقاتی که انجام می‌دهد. متوجه شباهت چشمگیر بین کودکان نوپا می شود. او اعتقاد دارد که دکتر فریمن اسپرم اهدا کننده را برای خودش عوض کرد. 

## بازیگران
- جنیفر تیلی
- اندی مک‌داول
- جرالدین چاپلین
- الیزابت مک‌گاورن
- کلم فیور
- کری فاکس
- آماندا پلامر
- مایکل اکلند
- جان سشنز
- جوردی مویا
- دیوید ساتکلیف
- لوتر بلوتو
- دیوید آلپی
- دانا دریکو
- اونا چاپلین
- اوون تیال
- گرتا اسکاکی